# لوئیس راموس
لوئیس راموس (اسپانیایی: Luis Ramos‎؛ ۹ اکتبر ۱۹۳۹ – ۱۴ مارس ۲۰۲۱) بازیکن فوتبال اهل اروگوئه بود.
از باشگاه‌هایی که در آن بازی کرده‌است می‌توان به باشگاه فوتبال ناسیونال (اروگوئه) اشاره کرد.
وی همچنین در تیم ملی فوتبال اروگوئه بازی کرده‌است.